# Сухотинский Знаменский женский монастырь
Сухотинский Богородице-Знаменский женский монастырь — православный женский монастырь, находящийся в селе Сухотинка, Знаменский район, Тамбовская область. Обитель является одним из известнейших монастырей Тамбовской земли. Является частью Тамбовской епархии Русской православной церкви. 

## История

### Основание
В начале XIX века, до основания монастыря, в селе Сухотинка находилось имение его владельцев, набожная супружеская пара отставной майор Пётр Гаврилович и Варвара Александровна Сухотинские. В преклонном возрасте они страдали тяжёлой физической болезни, от которой супруги исцелились после усердной молитвы перед иконой Божией Матери «Знамение», которую им сказал приобрести старец, явившийся во сне. Боголюбивая чета дали обет, что они устроят в своём имении инноческую обитель. В январе 1818 года от митрополита Ионы Пётр Гаврилович получает разрешение и благословение на строительство храма в честь иконы Божией Матери «Знамение», которое было завершено к осени того же года. В 1822 году храм был торжественно освящён. В 1825 году, после постройки нескольких полукаменных двухэтажных и одноэтажных корпусов для инокинь, Варвара Александровна просит Священный синод о разрешении основать на территории своего поместья женский монастырь. В 1833 году она обращалась с просьбой в Тамбовский Приказ общественного призрения о разрешении на учреждение в её доме богадельни. Указом министра внутренних дел было разрешено открыть богадельню на 30 женщин. Варвара Александровна передала богадельне всю свою господскую усадьбу с постройками и каменной оградой, сад, огород, 170 десятин земли. 14 сентября 1833г. состоялось открытие, во время которого были отслужены Божественная Литургия, совершено молебное пение с водоосвящением, и все корпуса богадельни окроплены святой водой. 
28 сентября 1849 года Сухотинская богадельня стала женским общежительным монастырем «с призрением в ней и пребывающих там штатных богадельных лиц».

### Дальнейшая судьба
После революции 1917 года в монастырском ансамбле уцелела лишь церковь в честь Иверской иконы Божией Матери, который превратили в склад, предварительно сняв с него купол. Знаменский храм был взорван, а Казанскую  домовую  церковь переоборудовали под клуб. Во времена советской власти на территории бывшего монастыря располагались детская колония, а позже — дом престарелых.
Возрождение монастыря состоялось после распада Советского союза. С 26 октября 1999 года в Иверском храме стали регулярно совершаться богослужения. 